# Distretto regionale di Cariboo
Il distretto regionale di Cariboo è un distretto regionale della Columbia Britannica, Canada di 62.190 abitanti, che ha come capoluogo Williams Lake.

## Comunità
- Città e comuni
  - 70 Mile House
  - 100 Mile House
  - Alexandria
  - Alexis Creek
  - Anahim Lake
  - Horsefly
  - Kersley
  - Lac La Hache
  - Likely
  - Lone Butte
  - McLeese Lake
  - Nazko
  - Nimpo Lake
  - Riske Creek
  - Quesnel
  - Tatla Lake
  - Wells
  - Williams Lake
- Villaggi e aree esterne ai comuni

| - - Cariboo A - Cariboo B - Cariboo C - Cariboo D - Cariboo E - Cariboo F | - - Cariboo G - Cariboo H - Cariboo I - Cariboo J - Cariboo K - Cariboo L |